# Labyrinthocyathus quaylei
Espèce
Statut CITES
Labyrinthocyathus quaylei est une espèce de coraux appartenant à la famille des Caryophylliidae.